# Maquis de Saint-Lys

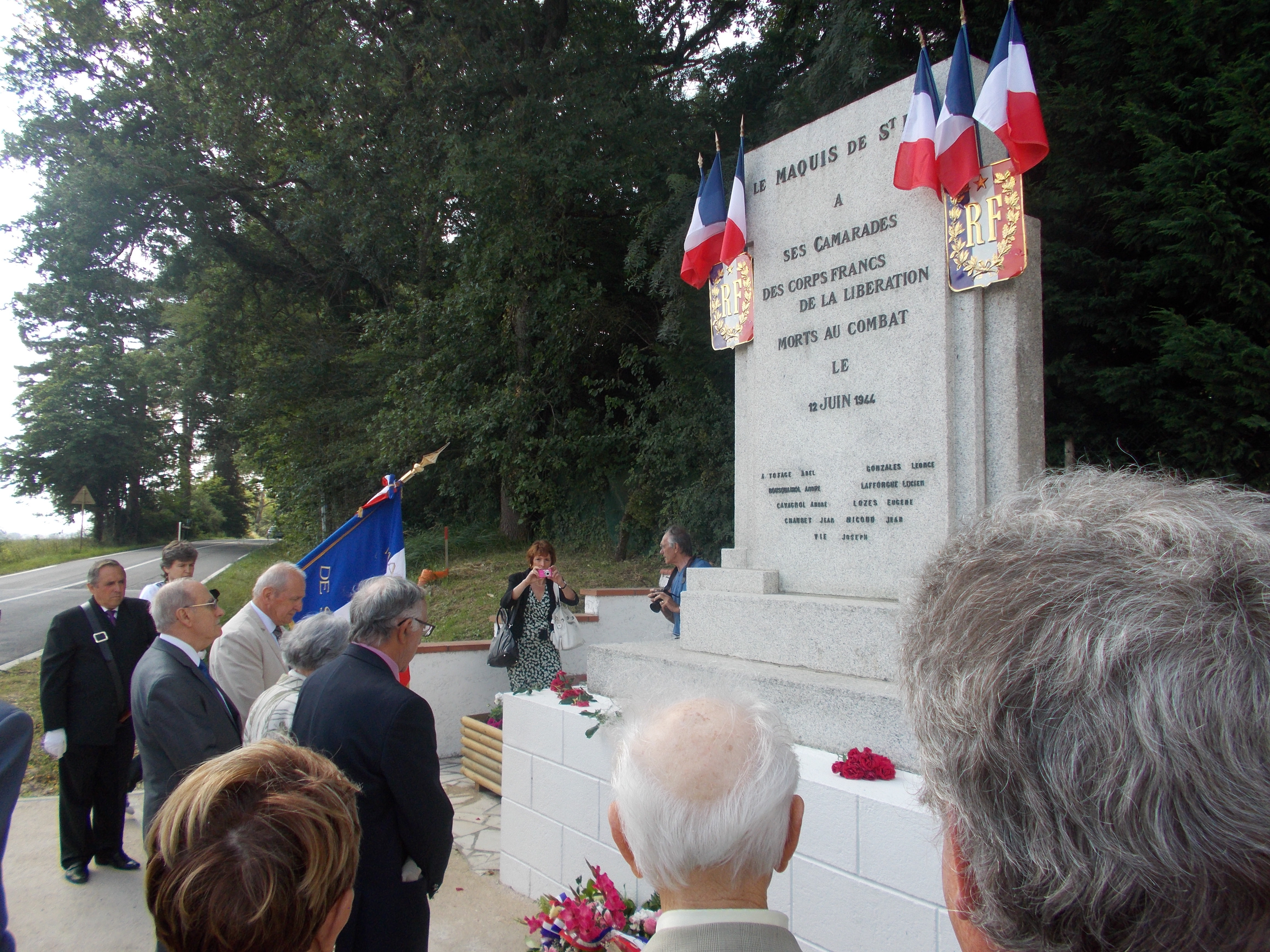
Monument hommage aux victimes du 12 juin 1944.

Pendant la Seconde Guerre mondiale la France métropolitaine voit apparaître des lieux de résistance à l’occupant allemand que sont les maquis. L’un d’entre eux fut le maquis de Saint-Lys en Haute-Garonne autour de la commune de Saint-Lys qui prendra fin lors du combat du 12 juin 1944.

## Géographie
Maquis de la Seconde Guerre mondiale située dans le sud de la France près de Toulouse, autour de la commune de Saint-Lys, en Haute-Garonne région Midi-Pyrénées.

## Histoire

### Création du maquis
Le 6 juin 1944 à la suite des messages radio annonçant le débarquement allié en Europe, la mise en œuvre du maquis se précise.
Les différents chefs de la Résistance toulousaine décidèrent de la constitution d’un maquis dans les environs de la commune de Saint-Lys. Le colonel Ravanel, le chef régional des Mouvements unis de la Résistance Degon dit Bouconne, le chef départemental de Franc-Tireur Jean Chaubet, le chef départemental de France au Combat Eugène Viguier dit Victor et le responsable du Comité Départemental de la Résistance Camille Vie dit Icart donnent l’ordre le 7 juin 1944 de monter au maquis de Saint-Lys. Le 8 juin 1944, 160 hommes rejoignent à bicyclette et par train Saint-Lys. Depuis les recrutements de l’automne 1943 par les divers mouvements le total des effectifs pouvait atteindre 600 hommes.

Dès 1942, la résistance disposait du château de Gagen (en accord avec le propriétaire Marcel Grisoul) pour cacher les maquisards et servir de base à des groupes francs pour des opérations des sabotages. Notamment celle du groupe Morhange.

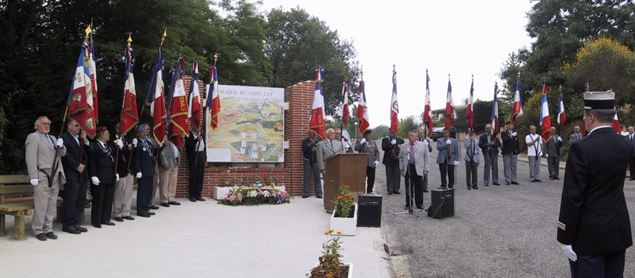
Cérémonie de commémoration du 12 juin 1944 et hommage aux victimes.

Aux premiers jours de la constitution du maquis le château de Gagen sera choisi pour l'implantation du P.C. La topographie de la région est accidentée entrecoupée de bois et de champs cultivés. Ce maquis était un centre d'organisation et un point de ralliement duquel les hommes armés auraient dû être dirigés vers Merenvielle entre les maquis déjà existants du Commandant Roger et du Capitaine Voisin. L'objectif était la défense du secteur stratégique de Saint-Jory (Secteur n°1).

### Le combat du 12 juin 1944

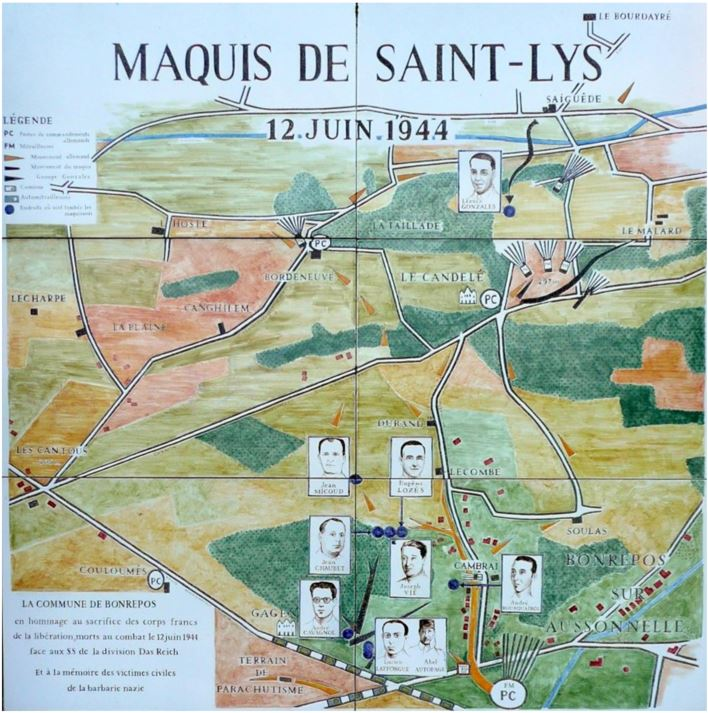
Monument du maquis de Saint-Lys à Bonrepos-sur-Aussonnelle.

Heureusement, peu de temps avant l’attaque, un transfert de maquisards de Gagen au Candelé avait commencé sous les ordres d’André Vergnaud. Quand les troupes allemandes ont attaqué le maquis, il ne restait qu’une trentaine d’hommes à Gagen. Lors de l’attaque du 12 juin 1944 le maquis ne disposait que des quelques armes livrées par parachute par les aviateurs alliés lors d’un largage d’essai (une dizaine de mitraillettes anglaises STEN, des grenades et des revolvers à barillet).
Le combat sera déclenché vers 19 heures à la suite d'une rencontre nez à nez d’une voiture de la résistance avec une colonne allemande appartenant au 3e bataillon du régiment « Deutschland » de la division SS « Das Reich ». Quelques minutes après les coups de feu crépiteront à Gagen. Le maquis comprenait au moment de l’attaque 116 hommes qui firent face aux 600 hommes de l'armée allemande et de leurs véhicules. Les combats ne prirent fin que vers 20 heures après la destruction du château et la dispersion des maquisards par les Allemands.
Les pertes pendant le combat : 
- Maquisards : 9 morts : Autofage Abel, Bousquairol André, Cavagnol André, Chaubet Jean, Gonzales Léonce, Lafforgue Lucien, Lozes Eugène, Micoud Jean, Vié Joseph
- Allemands : 12 morts (estimation minimum)
- Civils : 12 morts : Zanghueri Gino, Lezat Pierre, M. et Mme MARTY, Mme Della Nora, M. et Mme Lecharpe et leurs deux fils, Zago René, Lartigue Pierre, Mme Biamouret.

Quelques heures seulement après le combat, le vrai parachutage d’armes fut effectué avec succès dans la nuit 12 au 13 juin 1944.

### L’après combat

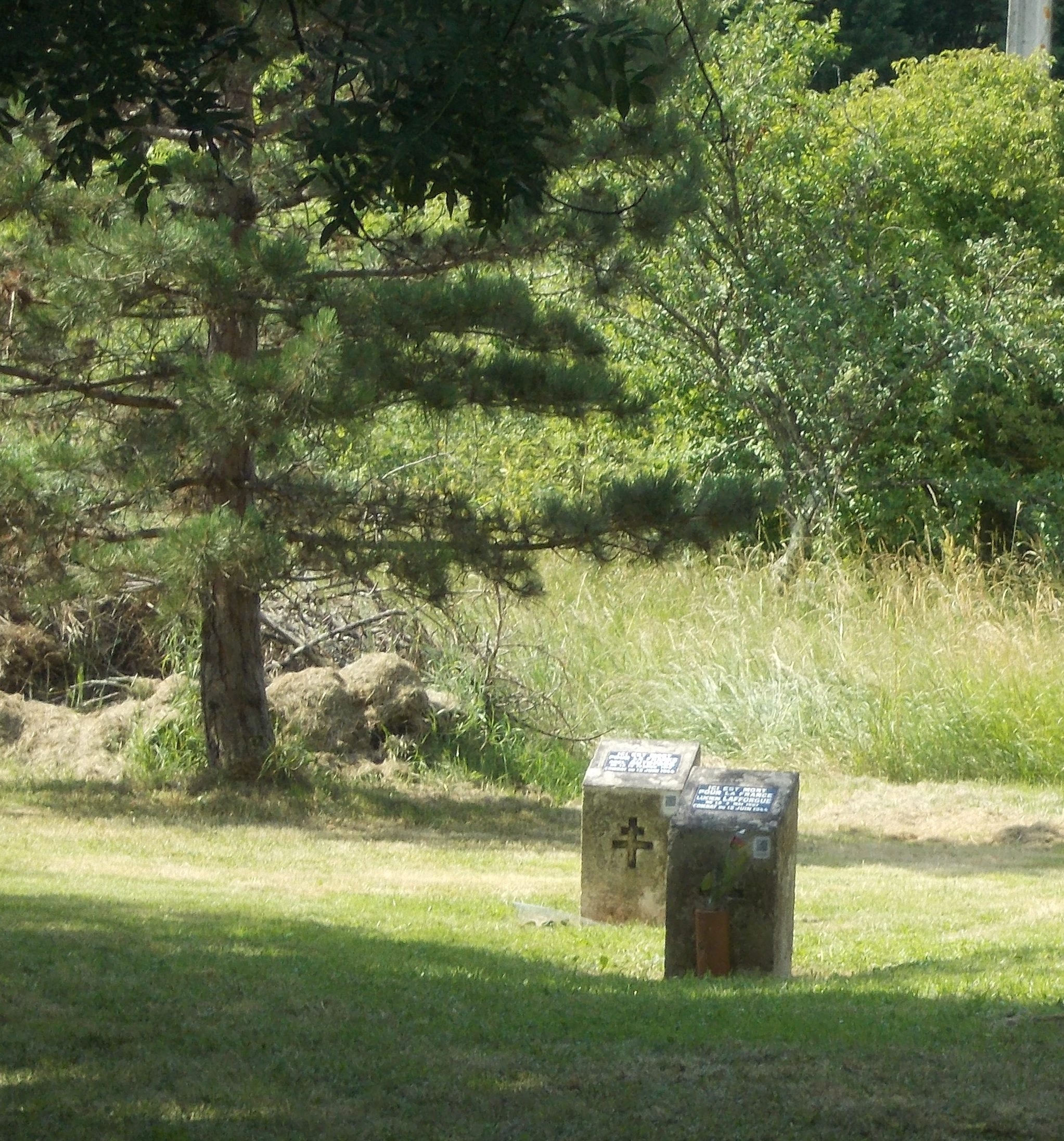
Stèle présente sur le lieu où un résistant est tombé. Il y est mentionné : mort pour la France, le prénom, le nom, la date de naissance et la date de décès.

Le coup porté par les Allemands lors du combat du 12 juin 1944 fut rude pour la résistance toulousaine mais grâce au sacrifice de neuf d'entre eux, les autres purent continuer le combat jusqu'à la libération de Toulouse soit en rejoignant leurs mouvements d'origine soit en s'engageant auprès d'autres maquis. Les obsèques des neuf se déroulèrent sur la place de la cathédrale Saint-Étienne de Toulouse et ils furent décorés de la médaille de la résistance.
Néanmoins selon plusieurs témoignage dont celui d'André Mot[Qui ?] il y avait parmi les troupes allemandes qui attaquèrent le maquis une vingtaine de Français.
Aujourd’hui des stèles rendent hommage en chaque lieu où un maquisard est tombé. Un monument à Bonrepos-sur-Aussonnelle au carrefour de la route de Saint-Lys rend aussi hommage aux combattants et aux civils victimes de la barbarie.